# Tribunal Regional Federal da 3.ª Região

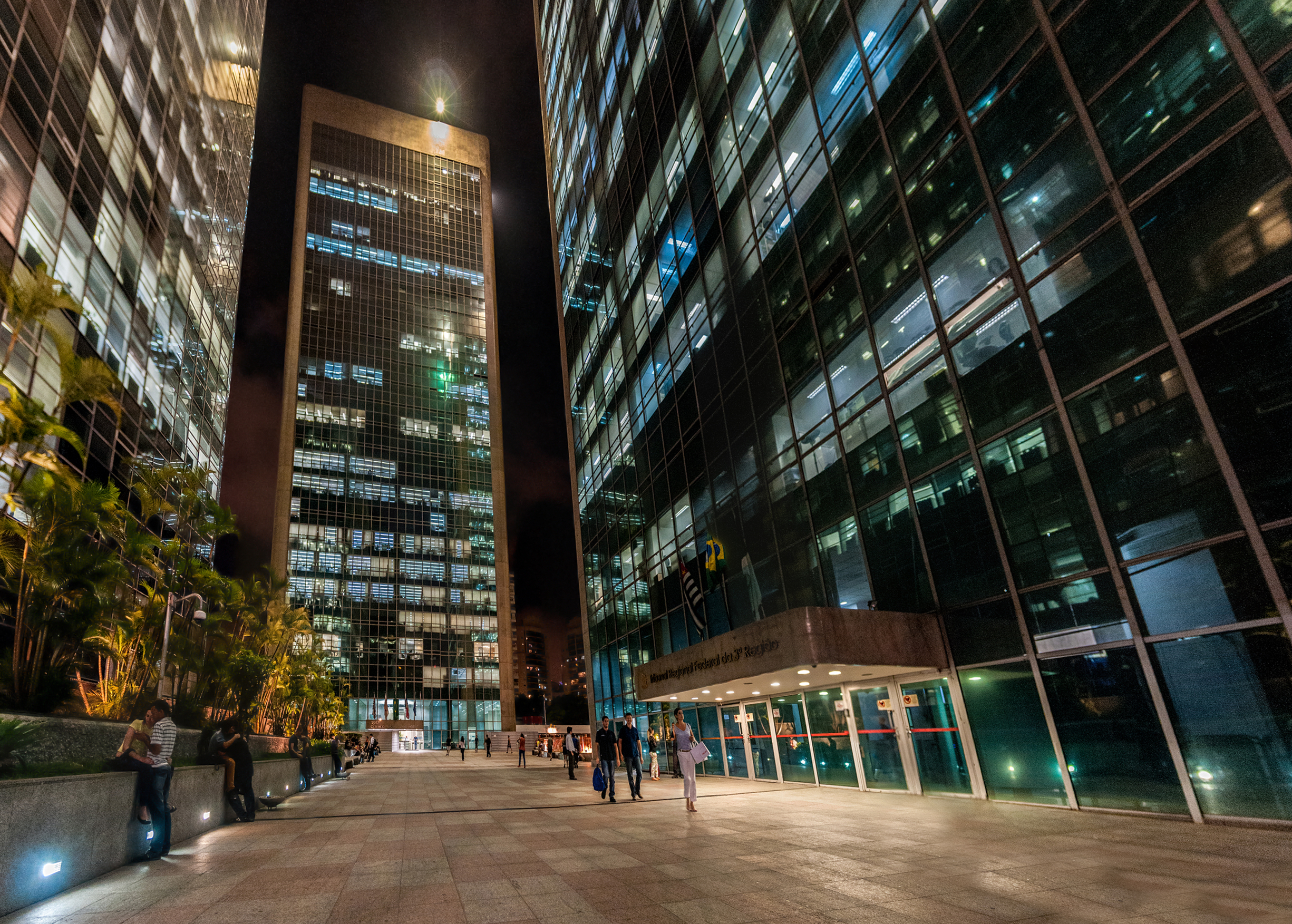
Sede do Tribunal, na Avenida Paulista.

O Tribunal Regional Federal da 3ª Região  é o órgão de 2º grau da Justiça Federal que abrange os estados de São Paulo e Mato Grosso do Sul.
A sede do Tribunal está localizada na Avenida Paulista, nº 1.842, na cidade de São Paulo/SP.

## História[3]
O Tribunal Regional Federal da 3ª Região (TRF-3) foi criado juntamente com os outros quatro Tribunais Regionais Federais, pela Constituição de 1988 (artigo 27, § 6º, do Ato das Disposições Constitucionais Transitórias), com o objetivo de substituir e regionalizar a jurisdição do extinto Tribunal Federal de Recursos (TFR).
Os Tribunais Regionais Federais foram inaugurados simultaneamente, com suas sedes em São Paulo, Brasília, Rio de Janeiro, Porto Alegre e Recife no dia 30 de março de 1989, e tiveram suas composições iniciais previstas na Lei nº 7.727, de 09 de janeiro de 1989.
O TRF3 foi solenemente instalado sob a presidência do ministro Washington Bolívar de Brito, vice-presidente do Tribunal Federal de Recursos, no Edifício "Saldanha Marinho", na rua Líbero Badaró, 39 - imóvel da Fepasa, tombado pelo CONDEPHAAT - Conselho de Defesa do Patrimônio Histórico, Arqueológico, Artístico e Turístico do Estado de São Paulo.
Estando esse prédio ainda em fase de reformas, o Tribunal ficou instalado, até 5 de setembro de 1989, na sede da Representação do STJ - Superior Tribunal de Justiça, no 11º andar do "Fórum Pedro Lessa", na Avenida Paulista, 1682.
Na data de inauguração do TRF3, foram empossados os magistrados:
- Milton Luiz Pereira, Homar Cais
- Américo Lourenço Masset Lacombe
- Sebastião de Oliveira Lima
- Jorge Tadeo Flaquer Scartezzini
- Ana Maria Goffi Flaquer Scartezzini
- José Kallás
- Márcio José de Moraes
- Anna Maria Pimentel
- Fleury Antonio Pires
- Lúcia Valle Figueiredo
- João Grandino Rodas
- Rômulo de Souza Pires
- Diva Prestes Marcondes Malerbi
- Célio Benevides de Carvalho
- Aricê Moacir Amaral dos Santos
- Pedro Rotta
- Edgar Silveira Bueno Filho

Assim, na gestão do presidente Jorge Scartezzini, foi obtida por meio de permuta com a Caixa Econômica Federal a nova sede do Tribunal Regional Federal da 3ª Região, localizada na Avenida Paulista e inaugurada aos 22 de fevereiro de 1999.
A nova sede representou a concretização de um antigo anseio da Justiça Federal em São Paulo, que passou a contar com instalações condignas, permitindo a oferta de uma prestação jurisdicional mais célere e eficaz.
Por meio de alteração no regimento interno, o Tribunal decidiu que internamente seria utilizada a denominação "Desembargador Federal" ao invés daquela determinada na Constituição Federal.

## Galeria de Presidentes

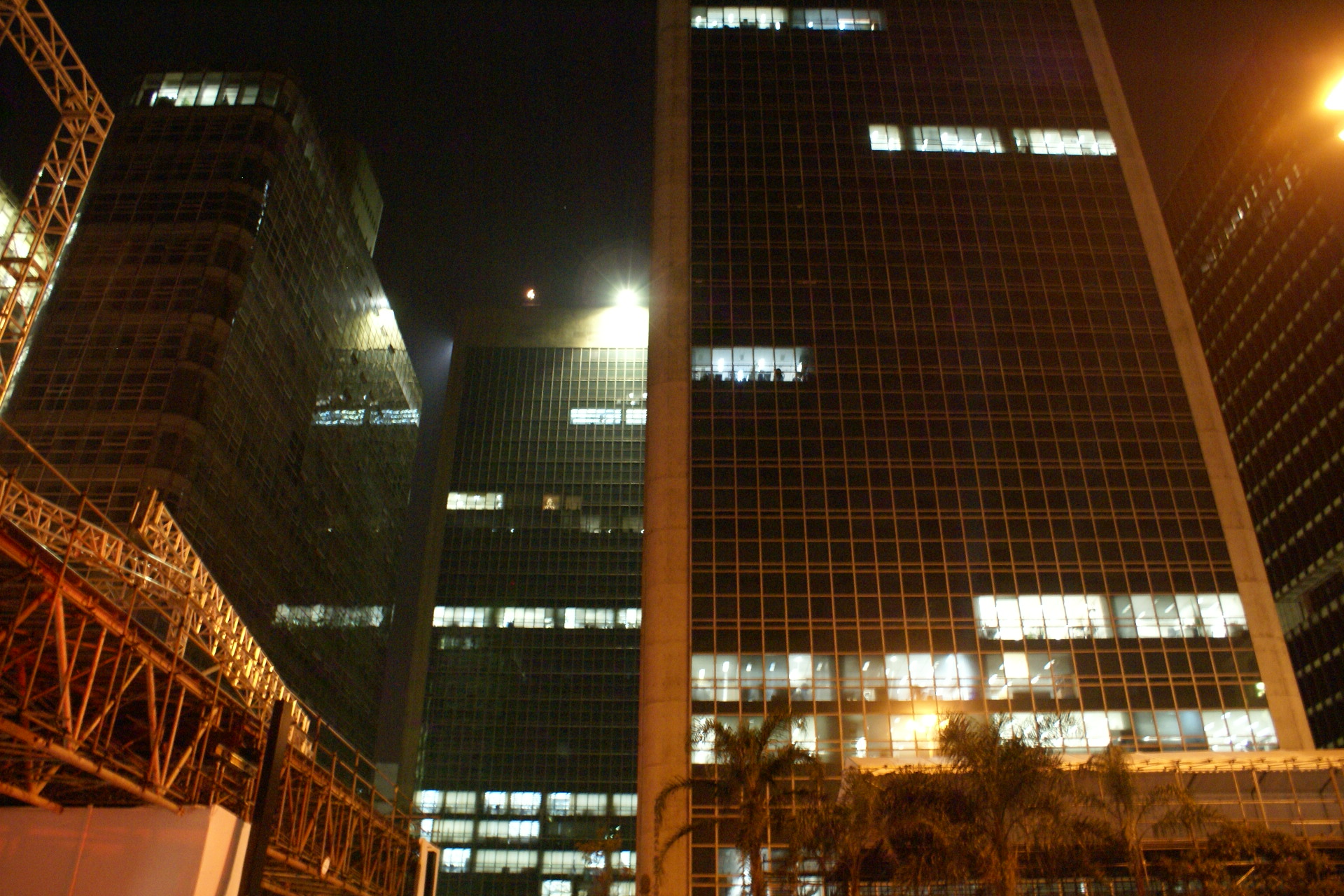
Vista noturna do complexo empresarial em Dezembro de 2009. A estrutura à esquerda é o palco, em construção, da festa de Réveillon da Avenida Paulista.

## Galeria de Presidentes[4]
Foram presidentes do TRF3 os seguintes Juízes de Tribunal:
- Milton Luiz Pereira (1989/1991)
- Homar Cais (1991/1993)
- Américo Lacombe (1993/1995)
- Oliveira Lima (1995/1997)
- Jorge Scartezzini (1997/1999)
- José Kallás (1999/2001)
- Márcio Moraes (2001/2003)
- Anna Maria Pimentel (2003/2005)
- Diva Malerbi (2005/2007)
- Marli Ferreira (2007/2010)
- Roberto Haddad (2010/2012)
- Newton De Lucca (2012/2014)
- Fábio Prieto (2014/2016)
- Cecília Marcondes (2016/2018)
- Therezinha Cazerta (2018/2020)
- Mairan Maia (2020/2022)
- Marisa Santos (2022/2024)
- Carlos Muta (2024/2026)

## Jurisdição[5]

Mapa da Jurisdição do Tribunal.

A jurisdição do Tribunal Regional Federal da 3ª Região compreende os estados de São Paulo e de Mato Grosso do Sul.
- Estrutura do Tribunal Regional Federal da 3ª Região
- Estrutura da Seção Judiciária de São Paulo
- Estrutura da Seção Judiciária de Mato Grosso do Sul

## Movimentação Processual
Hoje o TRF3 é responsável por mais de 40% das ações ajuizadas na Justiça Federal do país.